# 四叠氮化硅
四叠氮化硅是一种热力学不稳定的硅的叠氮化物，含氮量 85.7%。这种高能化合物会自发燃烧，只能在溶液中进行研究。 四叠氮化硅和更多叠氮根配位的六叠氮合硅酸根 [Si(N3)6]2−和和双阳离子配体形成的加合物 Si(N3)4L2相对稳定，可以在室温下存放。

## 制备
四叠氮化硅可以由四氯化硅和叠氮化钠在苯中反应而成。
在室温下，四氯化硅与过量的叠氮化钠在乙腈中的反应将形成六叠氮合硅酸钠。通过添加配体如2,2'-联吡啶和邻二氮菲会产生稳定的四叠氮化硅加合物。其它碱，像是吡啶和四甲基乙二胺不和六叠氮合硅酸根反应。

## 性质
四叠氮化硅是一种白色晶体，即使在 0 °C 下也会爆炸。纯的四叠氮化硅，以及含有三叠氮氯化硅和二叠氮二氯化硅杂质的样品也会自爆，原因不明。 它容易水解，可溶于乙醚和苯。

## 应用
由于其高度不稳定性，四叠氮化硅不太可能用于实际应用。在溶液中，该化合物具有作为富氮材料原料的潜在用途。一项用四叠氮化硅于聚烯烃制造中作为试剂的应用已获得专利。稳定的四叠氮化硅加合物可以作为叠氮化铅的替代品。

## 拓展阅读
- Filippou, Alexander C.; Portius, Peter; Schnakenburg, Gregor. . Journal of the American Chemical Society. 2002, 124 (42): 12396–12397. ISSN 0002-7863. doi:10.1021/ja0273187.